# Jean-Pierre Cabanne
Pour les articles homonymes, voir Cabanne.
Jean-Pierre Cabanne ou Cabanné (18 octobre 1773 à Pau - 27 juin 1841 à Saint-Louis) était un commerçant français qui émigra à La Nouvelle-Orléans puis à Saint-Louis, en 1798. Il construisit en 1806, le Cabanne's Trading Post, près de l'actuelle ville d'Omaha (Nebraska), qui est aujourd'hui inscrit au Registre national des lieux historiques des États-Unis.  

## Famille
Il est le fils de Jean Cabanne, de Bordeaux, sa mère est la sœur du général Lucien Duteil qui commandait des troupes républicaines lors du siège de Toulon. Il épouse, le 8 avril 1799, Julia Gratiot, la fille aînée de Charles Gratiot, née le 24 juillet 1782,  ils auront onze enfants.

## Carrière
En 1806, il s'établit à St. Louis et se lance dans la traite de la fourrure qui est alors la principale activité de la région. Il a comme associés Bernard Pratte, dit 'général', Pierre Chouteau, Antoine Chenie, Bartholomew Berthold, Manuel Lisa et d'autres. Il travaille comme associé de la Pratte, Chouteau & Co. En 1819, il construit, la Cabanne House ou Cabanne Mansion, la première maison en brique à l'ouest du Mississippi, sur le site actuel de Forest Park[Lequel ?]. Il y vivra avec sa famille jusqu'en 1831.
Jean-Pierre Cabanne construit, en 1822 un trading post le long de la Missouri entre les actuelles villes d'Omaha et Fort Calhoun (Nebraska), il sera connu sous le nom de French Company ("Compagnie française" ). Il est aujourd'hui inscrit au National Register of Historic Places des États-Unis.
Cabanne s'enrichit grâce au commerce de la fourrure et dans diverses autres activités, comme la vente d'actions de la Bank of St. Louis. 
Dans les années 1830, le commerce de la fourrure commence à décliner dans la région de St. Louis, mais Cabanne est alors un riche homme d'affaires. Il participe également au développement de la cité, il est membre du conseil d'administration de la première Public School de St. Louis, membre de la commission chargée de l'incorporation de la ville, et participe à toutes les entreprises vouées à son développement.